# NGC 7657
NGC 7657 في الفهرس العام الجديد، هي مجرة، تقع في كوكبة الطوقان. اكتشفت في 2 أكتوبر 1836 بواسطة جون هيرشل.

## روابط خارجية
- NGC 7657 على موقع ويكي سكاي: DSS2, SDSS, GALEX, IRAS, Hydrogen α, X-Ray, Astrophoto, Sky Map, Articles and images